# Puskás György (orvos)
Puskás György (Algyógy, 1911. július 4. – Marosvásárhely, 2004. szeptember 11.) erdélyi magyar orvos, szakíró.

## Életútja
Középiskolát a sepsiszentgyörgyi Székely Mikó Kollégiumban végzett (1928), egyetemi tanulmányait a franciaországi Montpellier-ben folytatta, az orvosi diplomát Kolozsvárt szerezte meg (1934). Pályáját a kolozsvári Református Kórház alorvosaként kezdte, egyetemi gyakornok Debrecenben, ahol gyermekgyógyász szakorvossá képezte magát (1939), tanársegéd Kolozsvárt és Marosvásárhelyen (1940–48), az Marosvásárhelyi Orvosi és Gyógyszerészeti Egyetem (OGYI) előadótanára, majd tanszékvezető professzora, a gyermekklinika vezető főorvosa. Az orvostudományok doktora (1956). Dékáni (1951–60), prorektori (1956–67) és rektori (1967–76) tisztségeiben sikerült az intézetet a korszerű magyar tudományosság romániai központjává fejlesztenie. A Román Orvostudományi Akadémia levelező, 1990-től rendes tagja. Az újjáalakult Erdélyi Múzeum-Egyesület (EME) Orvostudományi Szakosztályának elnökévé választották (1991). Érdemes egyetemi tanár, érdemes orvos. 1994-ben Semmelweis Emlékéremmel tüntették ki Budapesten.
A marosvásárhelyi OGYI több folyóiratának (Aesculap, Orvosi Szemle, Revista Medicală) felelős, illetve főszerkesztője 1967-76 között; itt jelentek meg szaktanulmányai.

## Munkássága
Kutatóként a csecsemőkori vérszegénység sajátos formáival, a gyermekkori asztmatikus légúti betegségek okaival és kezelésükkel foglalkozik. Az Európai Pulmonológiai Társaság évkönyveiben német nyelvű közleményeivel szerepel (1975-81). Publicisztikájában a Népújság és A Hét hasábjain napirenden tartja a magyar orvosképzés jogfolytonosságának kérdését (1990).
Számos nemzetközi kongresszuson vett részt, így Berlinben (1976), Varsóban (1977), Magdeburgban (1980) és Moszkvában (1981). Tudományos munkájának elismeréseként az Európai Gyermekpulmonológiai Társaság elnökségi tagjává választották (1976).
Társszerzője három Pediatria című román nyelvű szak- és tankönyvnek (1960, 1962, 1965), románul jelent meg a gyermekkori vízhiányos állapotokról szóló monográfiája is. Egyetemi jegyzetei: Gyermekgyógyászati diagnosztika (Marosvásárhely 1951); Gyermekgyógyászat (Marosvásárhely 1951, 1952, 1960 s egy háromkötetes új kiadása román és magyar munkatársakkal, ugyanott 1980). Szerkesztésében jelent meg az EME Orvostudományi Értesítőjének 64, 65. és 66. kötete.
Az EME Orvostudományi Szakosztályának elnöke (1990-94).

## Díjak, elismerések
2001. december 23-án a Marosvásárhelyi Orvosi és Gyógyszerészeti Egyetem vezetősége köszöntötte a 90 és a 80 évet megért professzorait, tiszteletbeli professzori oklevéllel tüntették ki a nagy öregeket, köztük oklevelet és emlékplakettet nyújtottak át a 90 éves Puskás Györgynek (és a 87 éves Kasza Lászlónak, a 91 éves Dóczy Pál Istvánnak, a 90. életévébe lépő Horváth Endrének.)